# Günther Geis
Günther Geis (* 29. Juni 1948 in Obertiefenbach) ist ein deutscher Theologe und katholischer Priester des Bistums Limburg. Bei seiner Emeritierung 2018 war er Dekan des Limburger Domkapitels und Bischofsvikar für den Synodalen Bereich. Von 1993 bis 2009 diente er als Generalvikar.

## Biografie
Geis besuchte das Fürst-Johann-Ludwig-Gymnasium in Hadamar, wo er 1967 das Abitur ablegte. Anschließend begann er ein Studium der Theologie an der Philosophisch-Theologischen Hochschule Sankt Georgen in Frankfurt am Main, das er 1972 mit dem Diplom abschloss.
Im Jahr 1973 wurde er von Bischof Wilhelm Kempf im Limburger Dom zum Priester geweiht. Es folgten Stellen als Kaplan in Braunfels, Lahnstein, Flörsheim am Main und Wiesbaden. Ab 1981 studierte Geis Kirchenrecht an der Päpstlichen Universität Gregoriana in Rom, wo er 1986 zum Dr. jur. can. promoviert wurde. Während seines Studiums war Geis Vizerektor am Priesterkolleg Collegio Teutonico di Santa Maria dell’Anima und Seelsorger an der Kirche der deutschsprachigen Katholiken in Rom Santa Maria dell’Anima.
Der damalige Limburger Bischof Franz Kamphaus berief Geis 1986 zum Vizeoffizial und Diözesanrichter ans Bischöflichen Offizialat. Bis 1993 war er außerdem als Pfarrer in Balduinstein tätig.
1993 wurde Geis von Bischof Franz Kamphaus zum Generalvikar des Bistums Limburg ernannt. Während der Sedisvakanz nach dem Rücktritt des Bischofs im Jahr 2007 leitete Geis das Bistum als Diözesanadministrator. Bischof Franz-Peter Tebartz-van Elst ernannte ihn 2008 erneut zum Generalvikar; in diesem Amt wurde er 2009 von Franz Kaspar abgelöst.
Geis leitet seit 2009 das Limburger Domkapitel, dem er seit 1993 angehört, als Domdekan und wurde 2010 von Papst Benedikt XVI. zum Ehrenprälaten ernannt.
Im November 2017 gab Geis bekannt, zum Juni 2018 von seinen Aufgaben als Domdekan und Bischofsvikar für den synodalen Bereich zurücktreten zu wollen. Am 24. Juni 2018 wurde er von Bischof Georg Bätzing in den Ruhestand verabschiedet.